# Tage Silfverskiöld
Tage Karl August Silfverskiöld, född 27 januari 1909 Kungsholms församling, Stockholms stad, död 1 mars 1985 i Vadstena församling, Östergötlands län, var en svensk häradshövding i Folkungabygdens domsaga.

## Biografi
Tage Silfverskiöld föddes 1909 i Stockholm. Han var son till direktören August Silfverskiöld och Elin Brander. Silfverskiöld avlade 1927 studentexamen i Stockholm och blev 1928 juridikstudent vid Stockholms högskola.

### Familj
Silfverskiöld vigdes 23 oktober 1937 i Sankta Clara kyrka i Stockholm samman med Kristina Anna Maria Amnér.